# Gare de Viljandi
La gare de Viljandi est une gare ferroviaire située à Viljandi en Estonie.